# Cliff Rathburn
Cliff Rathburn (...) è un fumettista statunitense, famoso per aver collaborato sui toni di grigio delle tavole di The Walking Dead realizzate da Charlie Adlard.

## Biografia
Rathburn ha collaborato DC Comics e Marvel Comics, ma ha raggiunto la notorietà lavorando alla serie di Robert Kirkman The Walking Dead, pubblicata negli Stati Uniti da Image Comics e in Italia da SaldaPress. Sempre per la Image ha disegnato i primi sei numeri di Brit, la sua prima serie regolare.
Nel 2011 ha ricevuto lo S.P.A.M.I. Award (Favorite Small Press and Mainstream-Independent) uno dei premi degli Inkwell Awards.

## Pubblicazioni
- The Walking Dead, vol. 1-20,  SaldaPress
- Brit, vol. 1,  SaldaPress
- Invincible, vol. 17, SaldaPress
- Fantastici Quattro: Nemici, vol. 254-257, Panini Comics
- L'uomo ragno, vol. 465 e 471, Panini Comics